# Popești (gmina w okręgu Ardżesz)
Popești – gmina w Rumunii, w okręgu Ardżesz. Obejmuje miejscowości Palanga, Popești, Purcăreni i Slobozia. W 2011 roku liczyła 2191 mieszkańców.